# Petrogale purpureicollis
Petrogale purpureicollis är en pungdjursart som beskrevs av Le Souef 1924. Petrogale purpureicollis ingår i släktet klippkänguruer och familjen kängurudjur. Inga underarter finns listade.
Pungdjuret förekommer i norra Australien i delstaterna Queensland och möjligen Northern Territory. Arten vistas i klippiga regioner eller torra gräsmarker. Individerna bildar små grupper.
Denna klippkänguru blir 39 till 61 cm lång (huvud och bål), har en 44,5 till 58 cm lång svans och väger 3 till 7 kg. Honor är allmänt mindre än hannar. Huvudet kännetecknas av ljusa strimmor på kinderna och en mörk längsgående strimma på toppen. Bålen är på ovansidan täckt av spräcklig brun päls som blir mera grå under årets kalla månader. Undersidans päls är ljusare. Typisk för arten är en rosa till violett skugga på huvudet och på bålens främre delar.
Petrogale purpureicollis är aktiv mellan skymningen och gryningen och vilar på dagen i större bergssprickor eller i liknande gömställen. Födan utgörs främst av gräs. Flocken kan ha upp till 20 medlemmar och honor kan bli brunstiga under alla årstider. Efter 33 till 35 dagar dräktighet lever ungarna cirka 6 månader i pungen (marsupium). De diar sin mor ytterligare 3 till 6 månader. 18 till 22 månader efter födelsen blir ungarna könsmogna.
Troligen dödas några exemplar av introducerade rovdjur och införda betesdjur utgör konkurrenter. Beståndet minskar och dessutom är utbredningsområdet begränsat. IUCN kategoriserar arten globalt som nära hotad.